# کیروفگراد
شهر کیروفگراد (به روسی: Кировград) در کشور روسیه و در اوبلاست سوردلوفسک واقع شده‌است.